# Linnumäe
Linnumäe is een plaats in de Estlandse gemeente Hiiumaa, provincie Hiiumaa. De plaats heeft de status van dorp (Estisch: küla). De naam betekent ‘vogelheuvel’.
De plaats behoorde tot in oktober 2017 tot de gemeente Pühalepa. In die maand ging Pühalepa op in de fusiegemeente Hiiumaa.

## Bevolking
Het dorp had 29 inwoners op 31 december 2011 en 28 inwoners op 31 december 2021.

## Ligging
Linnumäe ligt ten zuidoosten van Kärdla, de hoofdstad van de gemeente. De secundaire weg Tugimaantee 80 en de rivier Nuutri komen door Linnumäe. Het dorp heeft een vestiging van de supermarktketen Selver.

## Geschiedenis
Tot in 1977 viel Linnumäe onder Kärdla. In dat jaar werd dat deel van Kärdla verdeeld onder de buurdorpen Hausma en Tubala. In 1997 werden de stukken die twintig jaar eerder van Kärdla waren afgesplitst, samengevoegd tot één dorp onder de naam Linnumäe.